# Sony Pictures Motion Picture Group
Columbia TriStar Motion Picture Group (kortweg Columbia TriStar) is de grootste filmproductietak van Sony Pictures Entertainment, de film- en televisiedivisie van Sony. De groep is gevormd in 1989, nadat Sony zowel Columbia Pictures als TriStar Pictures had overgenomen van The Coca-Cola Company voor $3,4 miljard. Het Japanse conglomeraat fuseerde de twee filmproducenten niet lang daarna tot de Columbia TriStar Motion Picture Group.
De filmgroep heeft geen eigen, onafhankelijke studio's, maar maakt gebruik van de Sony Pictures Studios in Culver City, Californië. De groep bestaat niet alleen uit de twee filmbedrijven Columbia en TriStar, maar omvat ook andere labels, zoals Screen Gems. Voorheen bevatte de groep ook Columbia TriStar Television, maar Sony heeft die tak onafhankelijk gemaakt van Columbia TriStar door de divisie te fuseren met enkele kleinere spelers tot Sony Pictures Television.
Columbia TriStar Pictures heeft een filmarchief van meer dan vierduizend films, inclusief meer dan twaalf Academy Awards voor Beste Film. Sinds 2004 brengt deze groep ongeveer 25 films per jaar uit onder verschillende labels in 67 landen. Veel mensen vinden dat ze de beste film-trailers op de markt brengt.
Alhoewel aanvankelijk verwacht werd dat Metro-Goldwyn-Mayer (in 2005 overgenomen door Sony, in samenwerking met enkele andere partners, waaronder Comcast) binnen korte tijd een volledig onderdeel van Columbia TriStar zou worden, heeft MGM medio 2006 bekendgemaakt een onafhankelijk onderdeel te blijven, dat slechts in partnerschap met Sony Pictures zou gaan werken.

## Bezittingen
- Columbia Pictures
- TriStar Pictures
- Sony Pictures Classics
- Screen Gems
- Triumph Films (het label dat Sony gebruikt voor de low-budget films)
- Destination Films